# عبد القادر برمدا
عبد القادر اغا بن محمد اغا برمدا (1911 - 2000) سياسي سوري انتخب نائباً عن حارم في المجلس النيابي السوري لدورتين أعوام 1943 و 1947.

## عن حياته
ولد عبد القادر اغا في حارم التابعة لولاية حلب عام 1911 لأُسرة عريقة وهم ملاك حارم.درس في مدارس حلب ثم اكمل دراسته في بيروت و بعدها سافر لفرنسا للدراسة الجامعية.
انتخب عبد القادر اغا نائباً في مجلس النواب السوري عن حارم لدورتين 1943 و 1947 بعد عمه نجيب اغا برمدا (نائب لدورتين 1928 و 1932).
في 30 نيسان 1963 اصدر لؤي الأتاسي رئيس الدولة السورية قرار بتجريد عبد القادر برمدا من حقوقه المدنيه لعشر سنوات.
توفي عن عمر يناهز 89 سنة في حلب بتاريخ 18 كانون الأول 2000.